# 歐絲塔拉
歐絲塔拉（原始日耳曼語：Austrō(n)） 是德國法學家格林透過語言學比對復原的一位日耳曼春天女神名字，也是歐洲春分節日之別稱。格林引用了盎格魯撒克遜僧侶和教會歷史學家比德的說法，比德以一位名為「Eostrae」的早期日耳曼女神解釋了「復活節」一詞的起源。在浪漫主義時期，格林對歐絲塔拉的假設很受歡迎，此後經常被用來解釋復活節習俗，因此直到最近才出現在字典和教科書中。儘管歐絲塔拉的名字已經常被討論，但這位日耳曼女神的假設長期一直存在爭議，普遍被學術界否認。